# Кононенко-Козельский, Иван Владимирович
Иван Владимирович Кононенко-Козельский (укр. Іван Володимирович Кононенко-Козельський; 1899 — 9 сентября 1987) — украинский советский актёр театра и кино. Заслуженный артист Украинской ССР.

## Биография
На театральной сцене начал выступать в 1926 году. С 1932 года — артист Киевского украинского драматического театра им. И. Франко.
В кино снимался с 1926 года. Актёр студии имени А. Довженко и Одесской киностудии.

## Фильмография
- 1926 — Спартак — Октоман, гладиатор
- 1927 — Гоноррея — Фоменко
- 1928 — Комсомолия (короткометражный)
- 1928 — Джальма — Николай Барабаш, муж Джальмы
- 1929 — Ветер с порогов — Андрей, сын Остапа
- 1930 — Чёрная кожа — инженер
- 1932 — Путь свободен — кавалерист
- 1933 — Негр из Шеридана — Мюррей, негр-лесоруб
- 1935 — Строгий юноша — муж Ольги
- 1935 — Песни Украины (короткометражный)
- 1935 — Дивный сад — директор цирка
- 1938 — Митька Лелюк — дядя Гриша, командир Красной армии
- 1939 — Огненные годы— польский офицер/Микита, старший сын
- 1941 — Песня про Довбуша (не окончен)
- 1945 — Украинские мелодии (фильм-спектакль) — Богун
- 1945 — Непокорённые — Максим
- 1954 — Герои Шипки — император Александр II
- 1954 — «Богатырь» идёт в Марто — Конрад, адмирал, деловой партнер Джона
- 1956 — Суета (фильм-спектакль) — Сорокатысячников
- 1957 — Правда — командующий
- 1957 — Орлёнок — майор Гросс
- 1957 — Крутые ступени — эпизод
- 1958 — Обгоняющая ветер — Журов
- 1958 — Гроза над полями — полковник Бабенко
- 1960 — Обыкновенная история
- 1960 — Кровь людская — не водица — Савченко
- 1961 — Дмитро Горицвит — Савченко
- 1964 — Сон — Григорович
- 1968 — Ошибка Оноре де Бальзака — помещик Галаган (в титрах — И.Кононенко)
- 1970 — Семья Коцюбинских — начальник управления полиции Черниговской губернии (в титрах — И.Кононенко)
- 1972 — Доверие — Николай Егорович (в титрах — В.Кононенко)